# Easter
Pour les articles homonymes, voir Easter (homonymie).
Albums de Patti Smith Group
Radio Ethiopia
(1976) Wave
(1979)
Singles
1. Because the Night
Sortie : 1978
2. Privilege (Set Me Free)
Sortie : 1978

Easter est le troisième album studio du Patti Smith Group, sorti le 3 mars 1978. Il est considéré comme le plus grand succès commercial du groupe, notamment grâce au titre Because the Night, co-écrit avec Bruce Springsteen.
L'album s'est classé 20e au Billboard 200.

## Liste des titres
| 1. | Till Victory       | Patti Smith, Lenny Kaye        | 2:45 |
| 2. | Space Monkey       | Smith, Ivan Král, Tom Verlaine | 4:04 |
| 3. | Because the Night  | Smith, Bruce Springsteen       | 3:32 |
| 4. | Ghost Dance        | Smith, Kaye                    | 4:40 |
| 5. | Babelogue          | Smith                          | 1:25 |
| 6. | Rock N Roll Nigger | Smith, Kaye                    | 3:13 |

| 1. | Privilege (Set Me Free) | Mel London, Mike Leander, Psaume 23 (22) | 3:27 |
| 2. | We Three                | Smith                                    | 4:19 |
| 3. | 25th Floor              | Smith, Kral                              | 4:01 |
| 4. | High on Rebellion       | Smith                                    | 2:37 |
| 5. | Easter                  | Smith, Jay Dee Daugherty                 | 6:15 |

| 12. | Godspeed | Smith, Kral | 6:09 |

## Musiciens

### Patti Smith Group
- Patti Smith : Chant, guitare
- Lenny Kaye : Guitare, basse, chant
- Jay Dee Daugherty : Batterie, percussions
- Ivan Král : Basse, guitare, chant
- Bruce Brody : Claviers, synthétiseur

### Musiciens additionnels
- Richard Sohl : Claviers sur Space Monkey
- Allen Lanier : Claviers sur Space Monkey
- John Paul Fetta : Basse sur Till Victory et Privilege
- Andi Ostrowe : Percussions sur Ghost Dance
- Jim Maxwell : Cornemuse sur Easter
- Tom Verlaine : Arrangement sur We Three
- Jimmy Iovine : Production